# Willem van Merheim
Willem van Merheim (13.. - 1420) was heer van Boxtel. Het is niet bekend wanneer hij de heerlijke macht begon uit te oefenen.
Willem van Merheim was de zoon van Maria van Boxtel en Dirk van Merheim I.
In 1371 streed hij in de Slag bij Baesweiler aan de zijde van de Hertog van Wenceslaus van Bohemen en van Johanna van Brabant. Hij streed onder het vaandel van de Heer van Perwez. Aangezien de hertog van Gelre deze veldslag won, moest ook Willem een aanzienlijke schadevergoeding betalen.
Uit de erfenis van de familie Van Boxtel bezat Willem een aantal goederen in het Land van Heusden.
Hij trouwde dan ook met Agnes van Cronenborch, de dochter van de kastelein (rentmeester) van Heusden. Hun kinderen waren Jan van Merheim, Dirk van Merheim en Elisabeth van Merheim.
Willem van Merheim wordt beschouwd als de heer die het Heilig Bloedwonder van Boxtel door kardinaal Pileus de Prata in 1380 heeft laten bevestigen.
In 1391 werd Willem door Johanna van Brabant beleend met de nabijgelegen heerlijkheid Liempde, die al tal van banden met Boxtel had. Hoewel de belening persoonsgebonden was, bleek ze toch over te erven, zodat ook Willems opvolgers zich heer van Liempde mochten noemen, tot in 1798 een einde aan het ancien régime kwam.
In 1420 stierf Willem en werd Dirk van Merheim, zijn tweede zoon, heer van Boxtel.